# Новосильевка
Новосильевка — деревня в Покровском районе Орловской области России. 
Входит в Дросковское сельское поселение в рамках организации местного самоуправления и в Дросковский сельсовет в рамках административно-территориального устройства.

## География
Расположена на юго-западной границе села Дросково, в 18 км к юго-востоку от райцентра, посёлка городского типа Покровское, в 86 км к юго-востоку от центра города Орёл.

## Население
| 2002 | 2010 |
| ---- | ---- |
| 353  | ↘277 |

Согласно результатам переписи 2002 года, в национальной структуре населения русские составляли 96 % от жителей.